# مارتن لاوريندو
مارتن لاوريندو (بالإنجليزية: Martin Laurendeau)‏ مواليد 10 يوليو 1964 في مونتريال، هو لاعب كرة مضرب كندي سابق بدأ مسيرته كمحترف سنة 1986 وكان يلعب باليد اليمنى. أعلى تصنيف له في الفردي كان المركز الـ 90 في سنة 1988. سبق أن شارك في دورة الألعاب الأولمبية الصيفية.

## روابط خارجية
- مارتن لاوريندو على موقع رابطة محترفي التنس (الإنجليزية)
- مارتن لاوريندو على موقع الاتحاد الدولي لكرة المضرب (الإنجليزية)
- مارتن لاوريندو على موقع كأس ديفيز (الإنجليزية)
- مارتن لاوريندو على موقع خلاصة التنس.كوم (الإنجليزية)
- مارتن لاوريندو على موقع أوليمبيديا (الإنجليزية)